# Хлопчик з ковзанами
«Хлопчик з ковзанами» — радянський короткометражний художній фільм 1962 року за сценарієм Юрія Яковлєва за його однойменною повістю.

## Сюжет
Березневим Ленінградом, граючи збитими бурульками, біжить на ковзанку хлопчик. По дорозі йому зустрівся чоловік, який попросив проводити його додому. Як з'ясувалося, у нього почав рухатися осколок, що залишився після фронтового поранення. Вдома хворому стало гірше, і хлопчикові, який не знав адресу, з великими труднощами вдалося викликати медпрацівників. У лікарні, куди відвезли колишнього солдата, була зроблена операція, яка врятувала пораненому життя.
До закритої ковзанки хлопчик дістався тільки пізно ввечері. На ковзанах цього дня йому не вдалося покататися, але він був щасливий за свого нового знайомого, якого подумки уявляв своїм батьком.

## У ролях
- Пантелеймон Кримов —  Бахтюков
- Ігор Селюжонок —  хлопчик з ковзанами
- Любов Малиновська —  жінка в трамваї
- Валентина Нехаєва — епізод
- Галина Гуліна — епізод
- Олександр Соколов —  фармацевт
- Зоя Александрова — епізод

## Знімальна група
- Автор сценарію:  Юрій Яковлєв
- Режисер-постановник:  Сергій Гіппіус
- Оператор:  Володимир Ковзель
- Художник:  Микола Обухович
- Композитор:  Владлен Чистяков
- Асистент режисера:  Станіслав Чаплін